# Szárnyas csikóhalak

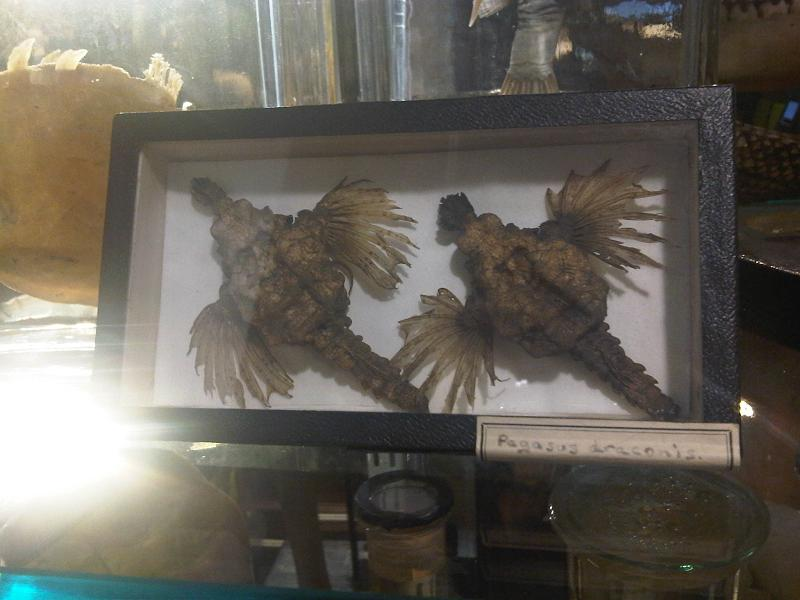
Eurypegasus draconis

A szárnyas csikóhalak (Pegasidae) a sugarasúszójú halak (Actinopterygii) osztályába és a pikóalakúak (Gasterosteiformes) rendjébe tartozó család.
A családba 2 halnem és 5 faj tartozik.

## Tudnivalók
A szárnyas csikóhalak legfőbb jellemzői: a lapított test; a nagy, szárnyszerű mellúszók és a testet közrefogó vastag, csontos lemezek. A legtöbb faj fejének elülső része, megnyúlt; szájuk hosszú, szipókaszerű. Hasúszóik segítségével, képesek a tengerfenéken „járni”. A szipókaszerű szájuk, éppeg alkalmas arra, hogy kiszívja üregeikből a férgeket és az egyéb gerinctelen állatokat.

## Rendszerezés
A családba az alábbi 2 nem tartozik:
- Eurypegasus – 2 faj
- Pegasus – 3 faj

## Rajzok a halakról

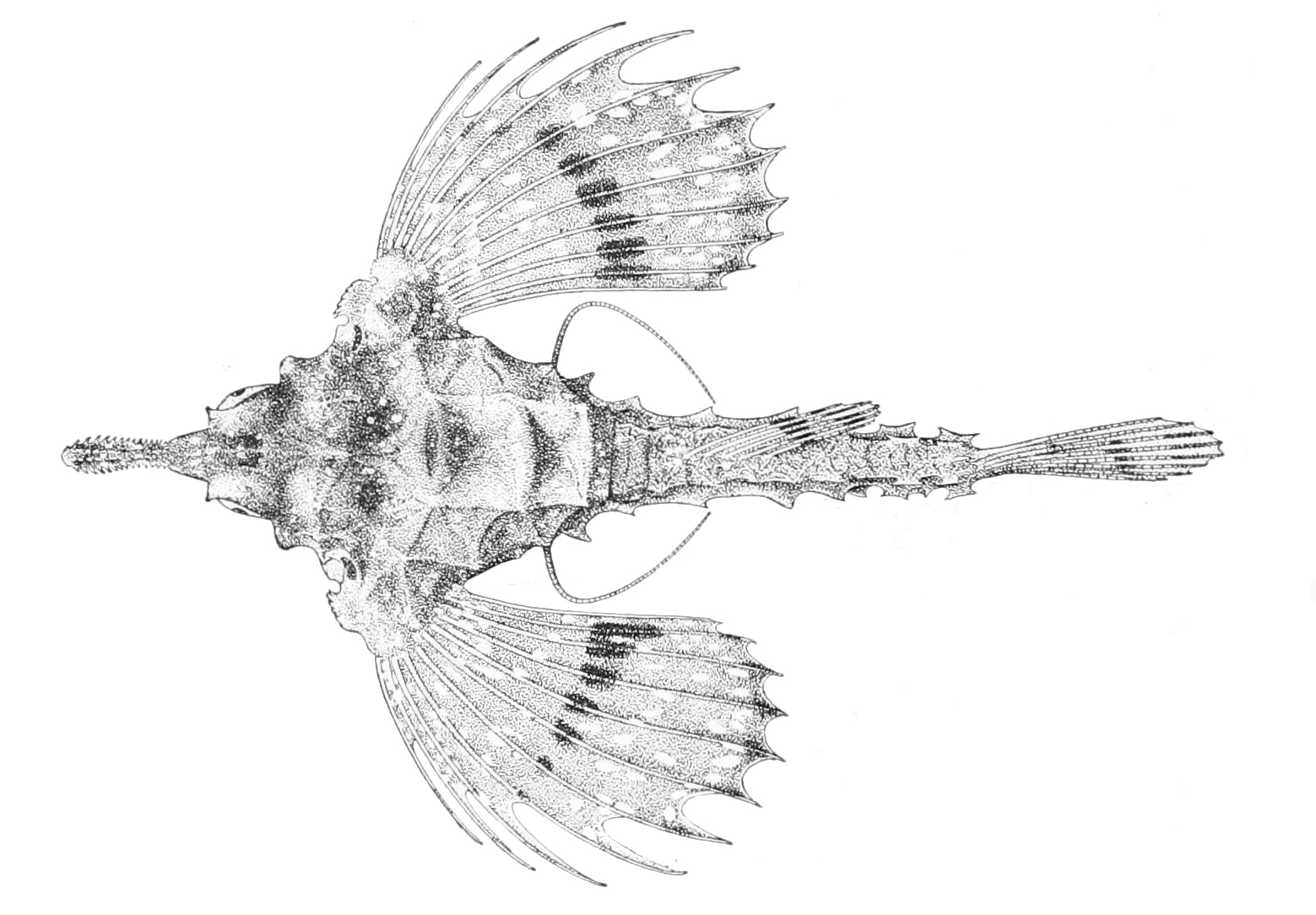
Eurypegasus papilio
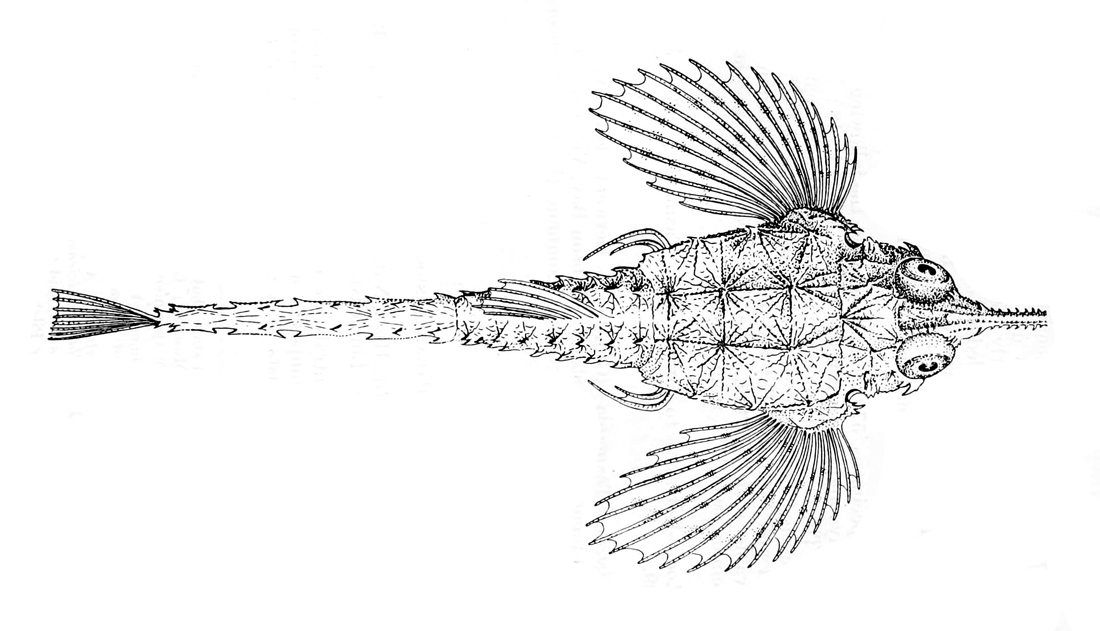
Pegasus lancifer
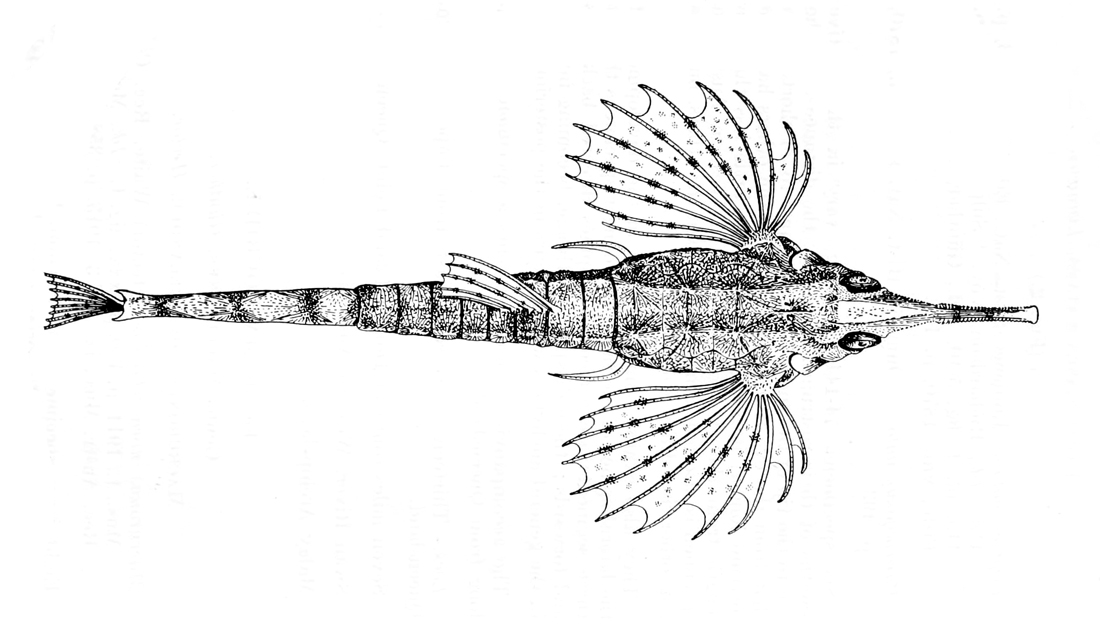
Pegasus volitans

### Fordítás
Ez a szócikk részben vagy egészben  a   Pegasidae című angol Wikipédia-szócikk fordításán alapul.  Az eredeti cikk szerkesztőit annak laptörténete sorolja fel. Ez a jelzés csupán a megfogalmazás eredetét és a szerzői jogokat jelzi, nem szolgál a cikkben szereplő információk forrásmegjelöléseként.